# Catocala conversa
Catocala conversa — вид метеликів з родини еребід (Erebidae).

## Поширення
Вид поширений в Європі, Північній Африці, Малій Азії та Кавказі. Віддає перевагу лісовим масивам з дубами.

## Опис
Розмах крил становить 50–54 мм. Передні крила мають різні відтінки коричневого кольору, тому вони майже не виділяються на фоні кори дерева, на якій метелики воліють відпочивати, коли їхні крила складені у формі даху. Корінь і верхня серединна ділянка світло-сіро-коричневі, крайова ділянка темно-коричнева. Червоно-коричневі тони виділяються між внутрішніми поперечними жилками і між зовнішньою поперечною лінією і хвилястою лінією. Всі ділянки навколо стигматів припилені темно-коричневим кольором. Іноді з'являються екземпляри, які мають більш сіре або жовто-коричневе основне забарвлення. Задні крила насичено-жовтого або помаранчево-жовтого кольору, мають широку, чорно-коричневу зовнішню смугу, вужчу, злегка хвилясту серединну смугу та чергові жовті та чорно-коричневі бахроми зі злегка подовженою біло-жовтою ділянкою біля вершини крила.

## Спосіб життя
Метелики літають з червня по серпень. Личинки живляться листя різних видів дуба (Quercus). Зимує на стадії яйця.